# تسوتنویه
تسوتنویه (به لاتین: Tsvetnoye) یک منطقهٔ مسکونی در روسیه است که در استان آستراخان واقع شده‌است.